# القاسم الواثق بالله
الواثق بالله القاسم بن محمد بن القاسم بن حمود (المتوفي في عام 450 هـ) ثاني وآخر حكام طائفة الجزيرة الخضراء في عهد ملوك الطوائف، وابن مؤسسها محمد بن القاسم المهدي بالله.
خلف القاسم بن محمد أباه عام 440 هـ، وتلقب بالواثق بالله. وكانت فترة حكمه هادئة حتى عام 446 هـ، حيث غزاه المعتضد بن عباد برًا وبحرًا، ففر القاسم وأهله إلى سبتة عند سواجات البرغواطي. ثم رحل إلى ألمرية والتجأ إلى صاحبها المعتصم بن صمادح، بعد أن خذله سواجات ولم يناصره، وبقي بألمرية حتى وفاته عام 450 هـ.